# Valkeinen (sjö i Mellersta Österbotten)
Valkeinen är en sjö i Finland. Den ligger i kommunen Lestijärvi i landskapet Mellersta Österbotten, i den centrala delen av landet, 400 km norr om huvudstaden Helsingfors. Valkeinen ligger 165,2 meter över havet. I omgivningarna runt Valkeinen växer i huvudsak blandskog. Arean är 93,2 hektar och strandlinjen är 6,09 kilometer lång. Sjön  ingår i Lesti å huvudavrinningsområde. 